# عبد المجيد فرغلي
عبد المجيد فرغلى محمد رفاعي (14 يناير 1932 - 3 ديسمبر 2009)، شاعر مصري.

## حياته
ولد في قرية النخيلة بمحافظة أسيوط بصعيد مصر. التحق بكتّاب القرية وأتم حفظ القراّن الكريم في سن الثانية عشر من عمره، حصل على كفاءة التعليم 1952 من معهد المعلمين بأسيوط، دبلوم بعثة راق 1961 بمعهد المعلمين بأسيوط، وتخرج في كلية الحقوق جامعة عين شمس 1977، وعمل بالتدريس في مرحلة التعليم الابتدائي من 1952 وحتى 1977.عمل محققا بالتربية والتعليم من 1978 وحتى تاريخ خروجه للتقاعد في 14 من يناير 1992.أعير للتدريس في ليبيا من 1973 وحتى 1977 في مدرسة المجاهد الابتدائية في بنغازي. عميد نادى أدب ثقافة صدفا التابعة لفرع ثقافة أسيوط من عام 1980 وحتى وفاته في 3 ديسمبر 2009.

## من ألقابه
- رحالة الشعر العربي
- شيخ الشعراء
- شيخ شعراء اللغة العربية الفصحى
- شاعر المعلقات في العصر الحديث
- شاعر الهلالية بالغة العربية الفصحى
- شيخ شعراء صعيد مصر.

## مؤلفاته الشعرية المودعة بدار الكتب والوثائق القومية بمصر
- يقظة من رقاد، عام 1955، مودع برقم 10941 / 2006.
- العملاق الثائر، عام 1959، مودع برقم 13396 / 2006 وهو من شعر الوطنية الذي أرخ فيه مع مجموعة أخرى من دوواينه لقضايا الأمة العربية وقد كان شعرة الوطنى موضوع رسالة ماجستير للدكتور عبد الهادى يونس صالح الذي كانت رسالة الماجستير الخاصة به عن شعراء الوطنية بأسيوط بجامعة أسيوط – كلية التربية.
- ديوان أشواق، في يونية عام 2000م مودع برقم 10705 /2006.
- ملحمه الخليل إبراهيم، في أربعة عشر جزءا، كمسرحيات شعرية منفصله متصله منذ الخلق وحتى الرسالة المحمدية مرورا بالرسالات السماوية باللغة العربية الفصحى بيانها كالآتي:

1. الجزء الأول: ميلاده ونشأته مودع برقم 10942 /2006
2. الجزء الثاني: صراع بين الحق والباطل مودع برقم 14632 / 2006.
3. الجزء الثالث: هاجر أم العرب مودع برقم 14633 / 2006.
4. الجزء الرابع: أبناء إسماعيل مودع برقم 14634/2006.
5. الجزء الخامس: يوسف الصديق مودع برقم 14635/2006
6. الجزء السادس: داود وسليمان بن أبناء بنى إسرائيل مودع برقم 14636 / 2006
7. الجزء السابع: العرب بين الفرس والروم من ذريه إبراهيم مودع برقم 14637 /2006.
8. الجزء الثامن: العدنانيون من ذرية إبراهيم مودع برقم 14638/2006.
9. الجزء التاسع: رسالة السيد المسيح مودع برقم 14639/2006.
10. الجزء العاشر: حياة سيدنا محمد من مولده إلى بعثته مودع برقم 14640/2006
11. الجزء الحادي عشر: حياة سيدنا محمد قبيل مبعثه نبينا مودع برقم14641 / 2006 ... إلخ

الأجزاء الأربعة عشر التي تحت الطباعة وهي:-
1. الجزء الثاني عشر: خديجة بنت خويلد وبناء الكعبة.
2. الجزء الثالث عشر: زواج سيدنا محمد من خديجة.
3. الجزء الرابع عشر: محمد رسول الله.

- ملحمه السيرة الهلالية، مسرحية شعرية باللغة العربية الفصحى في عدة أجزاء ادع منها:

1. الجزء الأول: برقم 10943 /2006 «ميلاد الفارس»
2. الجزء الثاني والثالث: «بين عزيزة ويونس» و «التغريبه التونسية» المودع برقم 16802 في 26/8/2008 .
3. الجزء الرابع والخامس: «تغريبة بنى هلال الكبرى» و «قصة تيمور لينك» والمودع برقم 16803 في 26/8/2008 .
4. الجزء السادس والسابع: «معارك وانتصارات» و «غزال في قصر البردويل» والمودع برقم 16804 في 26/8/2008 .
5. الجزء الثامن: «حب في قصر سعدى» والمودع برقم 13381 في 22/6/2009 .
6. الجزء التاسع والأخير: «شمس تشرق» والمودع برقم 13382/2009

والتي تطرق لها الدكتور / عبد الوهاب أمين محمد أستاذ قسم اللغة العربية والفلكلور الشعبي والسير بكلية التربية بجامعة أسيوط – وإلى أصبح الآن أستاذ قسم اللغة العربية بكلية التربية جامعة سوهاج فكانت في جزء منها ضمن كتابة المقرر على طلبه الكلية.
- ديوان عودة إلى الله، مودع برقم 10940/2006.
- ديوان مسافر في بحر عينين.. مودع برقم 10946/2006

(Cool ملحمة (نداء من القدس) باللغة العربية الفصحى مودع برقم 10945/2006 وهي من ضمن شعرة السياسي الذي كان موضوع رسالة ماجستير بجامعة الأزهر بأسيوط للباحث / حمادة عبد الصبور فهمي.
- مسرحية شعرية رابعة العدوية، مودعة برقم 10944/2006.
- القصائد العذرية في المعارضات الشعرية، مودع برقم 8899/2006 عارض فيها أمرئ القيس والمتنبي وابن الرومي وابن الفارض والبوصيري وأحمد شوقي ومحمود حسن إسماعيل... وشعرة في المعارضات موضوع رسالة ماجستير بكلية اللغة العربية جامعة الأزهر بأسيوط للباحث / عبد الكريم عياد محمد على من الفيما– أسيوط وهذه المؤلفات مودعة بدار الكتب والوثائق المصرية تم إيداعها جميعا في عام 2006.
- المطارحات الشعرية بين التراث والمعاصرة بينه وبين أبى نواس، في ثلاث أجزاء (حورية على الأرض – رضاب ثغر – رحيق زهر) وهي موضوع رسالة الماجستير للباحثة /مرفت عبد الواحد فرغلى – بكلية اللغة العربية جامعة الأزهر بأسيوط المودع برقم 21379 في 2/11/2006.
- ديوان على برج الخيال، مودع برقم 3592/2007 في 30/1/2007
- ديوان درة في اللهيب، مودع برقم 3593/2007 في 30/1/2007
- ديوان العروبة وعودة فلسطين، مسرحية شعرية، والمودعة برقم 3594/2007فى 30/1/2007 باللغة العربية الفصحى.
- شروق الأندلس، مسرحية شعرية باللغة العربية الفصحى، مودعة برقم 5655/2007 بتاريخ 12/3/2007 .
- ديوان محمد الدرة رمز الفدى، مودع برقم 5652/2007 ترقيم دولى 9-4487-17-977 في 29/4/2007
- ديوان عاشقة القمر، مودع برقم 5653/2007 ترقيم دولى 7-4488-17-977 في 29/4/2007
- ديوان رسائل الأشواق، مودع برقم 5654/2007 ترقيم دولى 9-4490-17-977 في 29/4/2007
- ديوان من وحى الطبيعة، مودع برقم5645 /2008 في 5/3/2008
- ديوان عبير الذكريات، مودع برقم 5646/2008 في 5/3/2008
- ديوان في رحاب الرضوان، مودع برقم 5647/2008 في 5/3/2008
- ديوان أكتوبر رمز العبور، مودع برقم 5648/2008 في 5/3/2008
- ديوان من أبطال الإسلام الخالدين خلفاء وقادة، ملاحم شعرية، مودع برقم 5649/2008 في 5/3/2008